# Аеродром Сингапур
Међународни аеродром Сингапур Чанги (IATA: SIN, ICAO: WSSS) (енгл. Singapore Changi International Airport, кин: 新加坡樟宜机场) је велики центар авијације у Азији, највише у региону Далеког истока, и главни је аеродром у Сингапуру. Аеродром се налази у Чанги, око 20km северисточно од центра Сингапура.
На аеродрому су смештене базе Сингапур ерлајнса, Сингапур ерлајнс карга, СилкЕра, Тигар ервејза, Џетстар Азија ервејза, Валјуера, и Џет8 ерлајнс карга. Аеродром је такође и важна дестинација за Гаруда Индонезија и Квантас. Укупно из Сингапура, 80 авио-компанија саобраћа на 4.054 редовних летова недељно до 184 градова у 57 земаља. Аеродром је важан за економију Сингапура јер запошљава 13.000 радника.
Кроз аеродром је 2018. године прошло 65,6 милиона путника, што овај аеродром чини 19. на свету по броју путника.